# 티켓 (1986년 영화)
"티켓"은 1986년에 개봉한 대한민국의 영화이며 민수 역은 당초 박중훈이 거론됐으나 개인사정 때문에 불발됐다.

## 캐스팅
- 김지미 : 지숙 역
- 안소영 : 미스 양 역
- 명희 : 미스 주 역
- 이혜영 : 미스 홍
- 전세영 : 미스 윤 역
- 박근형 : 김동민 역
- 최동준 : 민수 역
- 윤양하 : 박 선장 역
- 장혁
- 김인문 : 한의사 역
- 이석구
- 김기주
- 이예민
- 주상호
- 김운하
- 오희찬
- 박종설
- 김애라
- 이인옥
- 이도련
- 홍성연
- 김정석
- 홍원선
- 손전
- 이백
- 오세장
- 채령 (특별출연)

## 수상
- 1986년 제25회 대종상
  - 감독상 - 임권택
  - 기획상 - 신경식
  - 시나리오상 - 송길한
  - 신인상 - 전세영
- 1987년 제23회 백상예술대상
  - 영화부문 여자 최우수연기상 - 김지미
- 1987년 제7회 한국영화평론가협회상
  - 최우수작품상
  - 감독상 - 임권택

## 같이 보기
- 티켓 다방